# Condado de Carroll (Arkansas)
El condado de Carroll (en inglés: Carroll County) es un condado del estado estadounidense de Arkansas. En el censo de 2000 tenía una población de 25 357 habitantes. Tiene dos sedes de condado: Berryville y Eureka Springs. Es el 26° de los condados actuales de Arkansas, siendo fundado el 1 de noviembre de 1833. Fue nombrado en honor a Charles Carroll de Carrollton, uno de los firmantes de la Declaración de Independencia de los Estados Unidos.

## Geografía

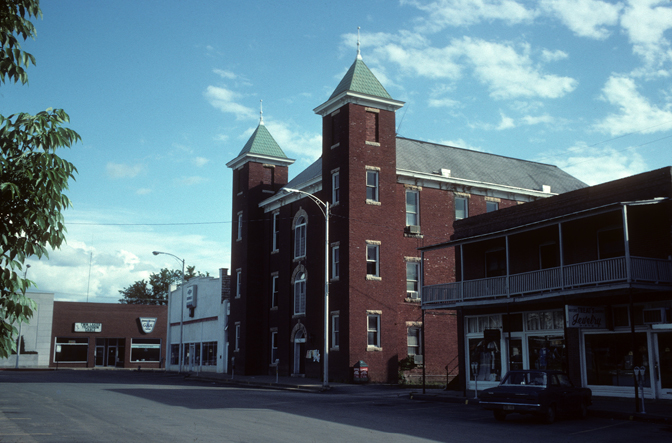
Juzgado del condado de Carroll en Berryville.

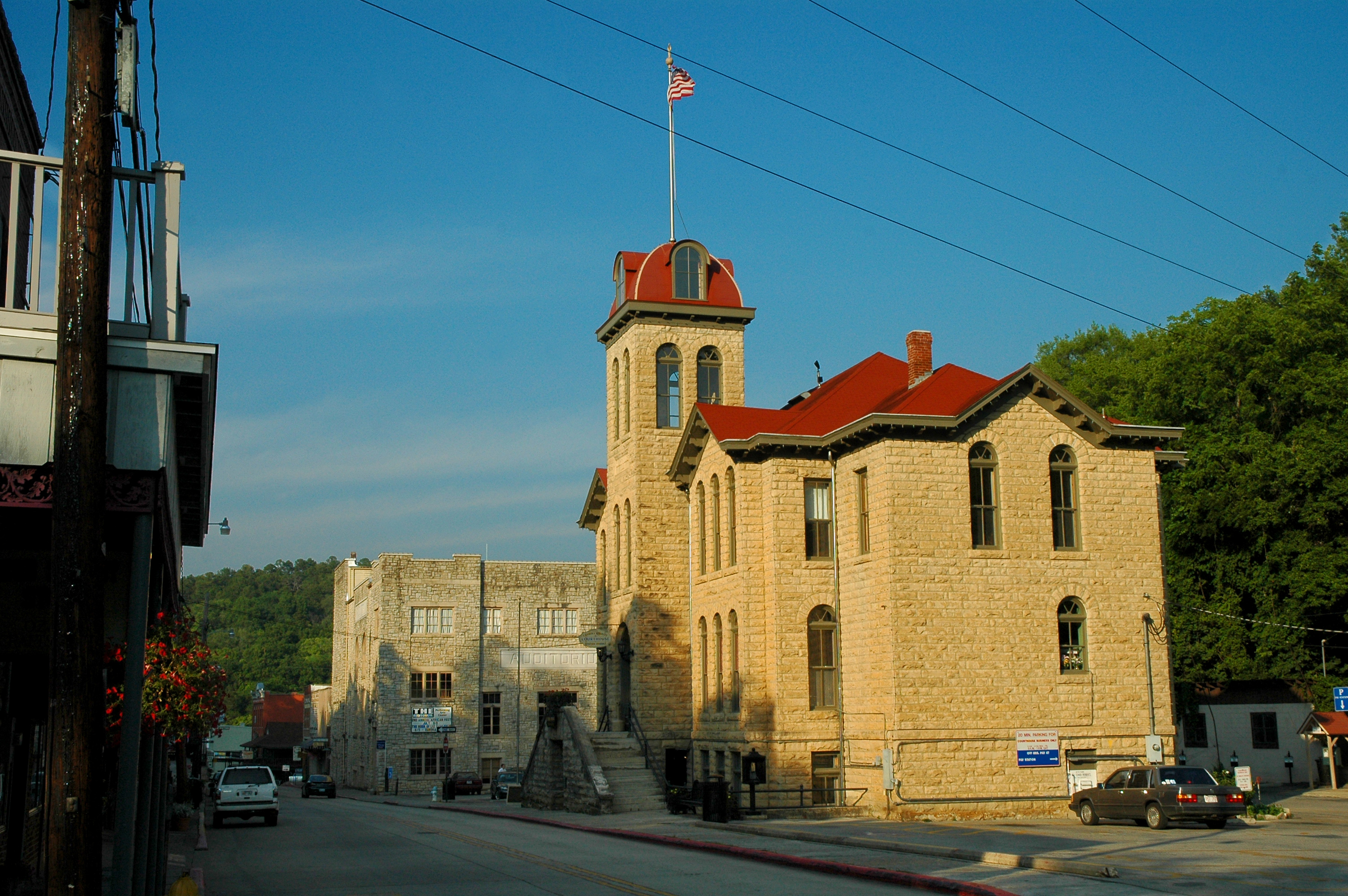
Juzgado del condado de Carroll en Eureka Springs.

Según la Oficina del Censo, el condado tiene un área total de 1655 km² (639 sq mi), de la cual 1632 km² (630 sq mi) es tierra y 22 km² (9 sq mi) (4,38%) es agua.

### Condados adyacentes
- Condado de Stone, Misuri (norte)
- Condado de Taney, Misuri (noreste)
- Condado de Boone (este)
- Condado de Newton (sureste)
- Condado de Madison (sur)
- Condado de Benton (oeste)
- Condado de Barry, Misuri (noroeste)

## Autopistas importantes
- U.S. Route 62
- U.S. Route 412
- Ruta Estatal de Arkansas 21
- Ruta Estatal de Arkansas 23
- Ruta Estatal de Arkansas 103
- Ruta Estatal de Arkansas 143
- Ruta Estatal de Arkansas 187
- Ruta Estatal de Arkansas 221
- Ruta Estatal de Arkansas 311
- Ruta Estatal de Arkansas 980

## Demografía
En el  censo de 2000, hubo 25.357 personas, 10 189 hogares, y 7111 familias residiendo en el condado. La densidad poblacional era de 40 personas por milla cuadrada (16/km²). En el 2000 había 11 828 unidades unifamiliares en una densidad de 7/km² (19/sq mi). La demografía del condado era de 93,63% blancos, 0,11% afroamericanos, 0,88% amerindios, 0,41% asiáticos, 0,08% isleños del Pacífico, 3,34% de otras razas y 1,55% de dos o más razas. 9,74% de la población era de origen hispano o latino de cualquier raza. 
La renta per cápita promedia para un hogar del condado era de $27 924 y el ingreso promedio para una familia era de $33 218. En 2000 los hombres tenían un ingreso per cápita de $21 896 versus $18 159 para las mujeres. La renta per cápita para el condado era de $16 003 y el 15,50% de la población estaba bajo el umbral de pobreza nacional.

## Ciudades y pueblos
| - Alpena - Beaver - Berryville | - Blue Eye - Carrollton - Eureka Springs | - Green Forest - Oak Grove |